# Орхідеї (заказник)
Орхідеї — ботанічний заказник місцевого значення у Черкаському районі Черкаської області.

## Опис
Заказник площею 1,0 га розташовано у кв. 70, вид. 4 Сунківського лісництва на дні великого яру з невеликим струмком. Місце зростання рідкісних рослин, занесених до Червоної книги України — зозульок м'ясо-червоних та зозульок травневих.
Як об'єкт природно-заповідного фонду створено рішенням Черкаського облвиконкому від 8.01.1986 р. № 7. Землекористувач або землевласник, у віданні якого перебуває заповідний об'єкт — ДП «Смілянське лісове господарство».

## Галерея

Заказник навесні
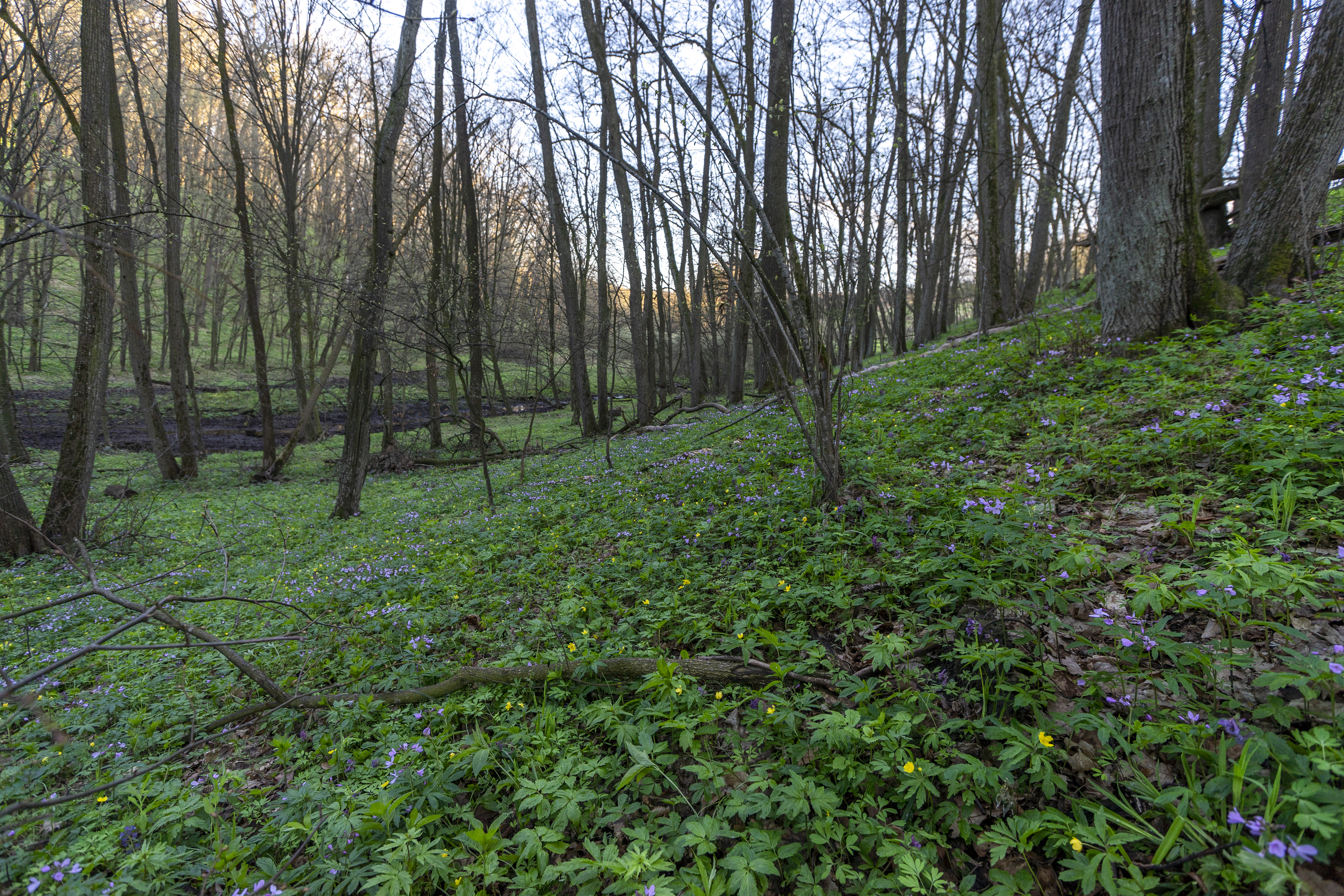
Заказник навесні
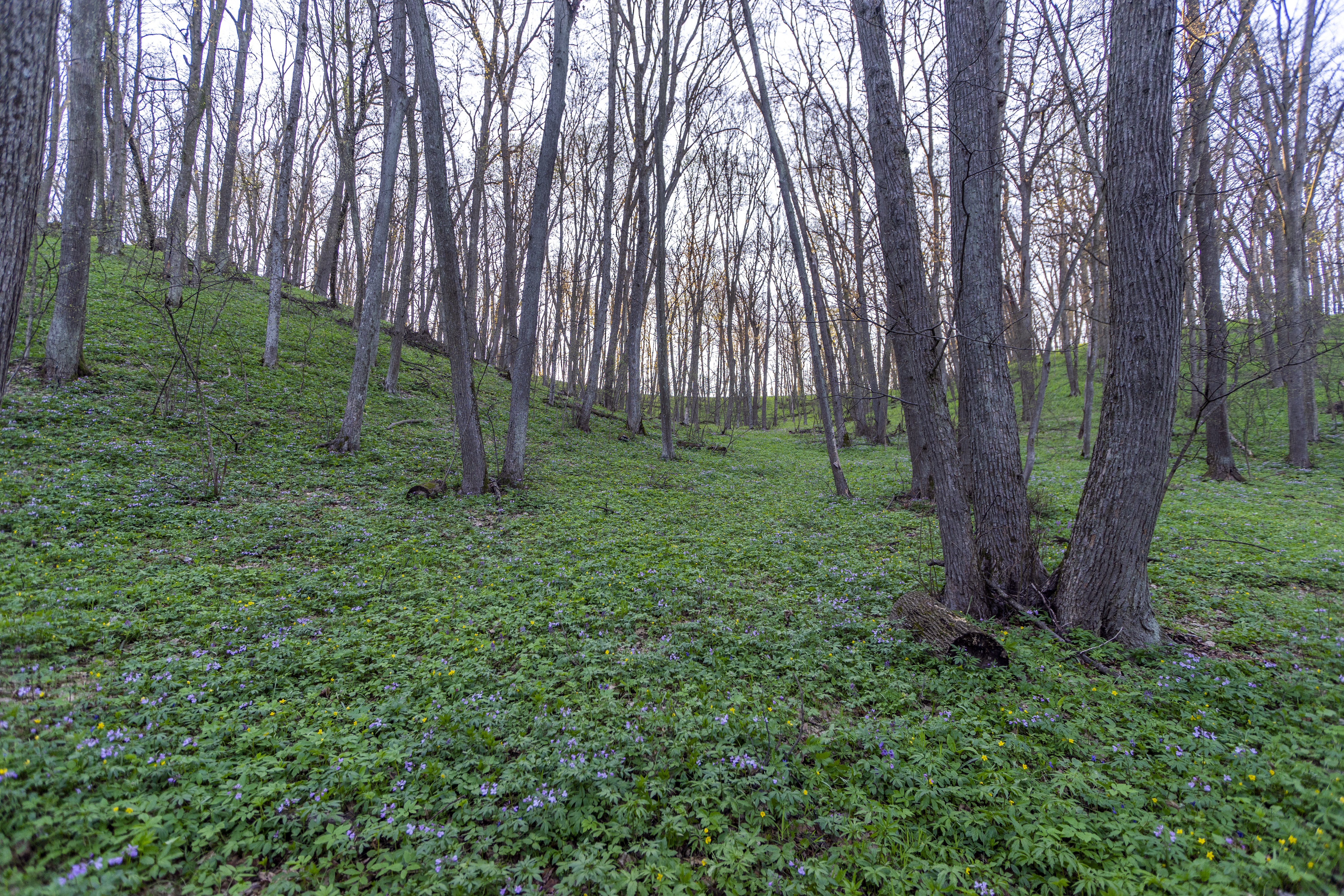
Заказник навесні
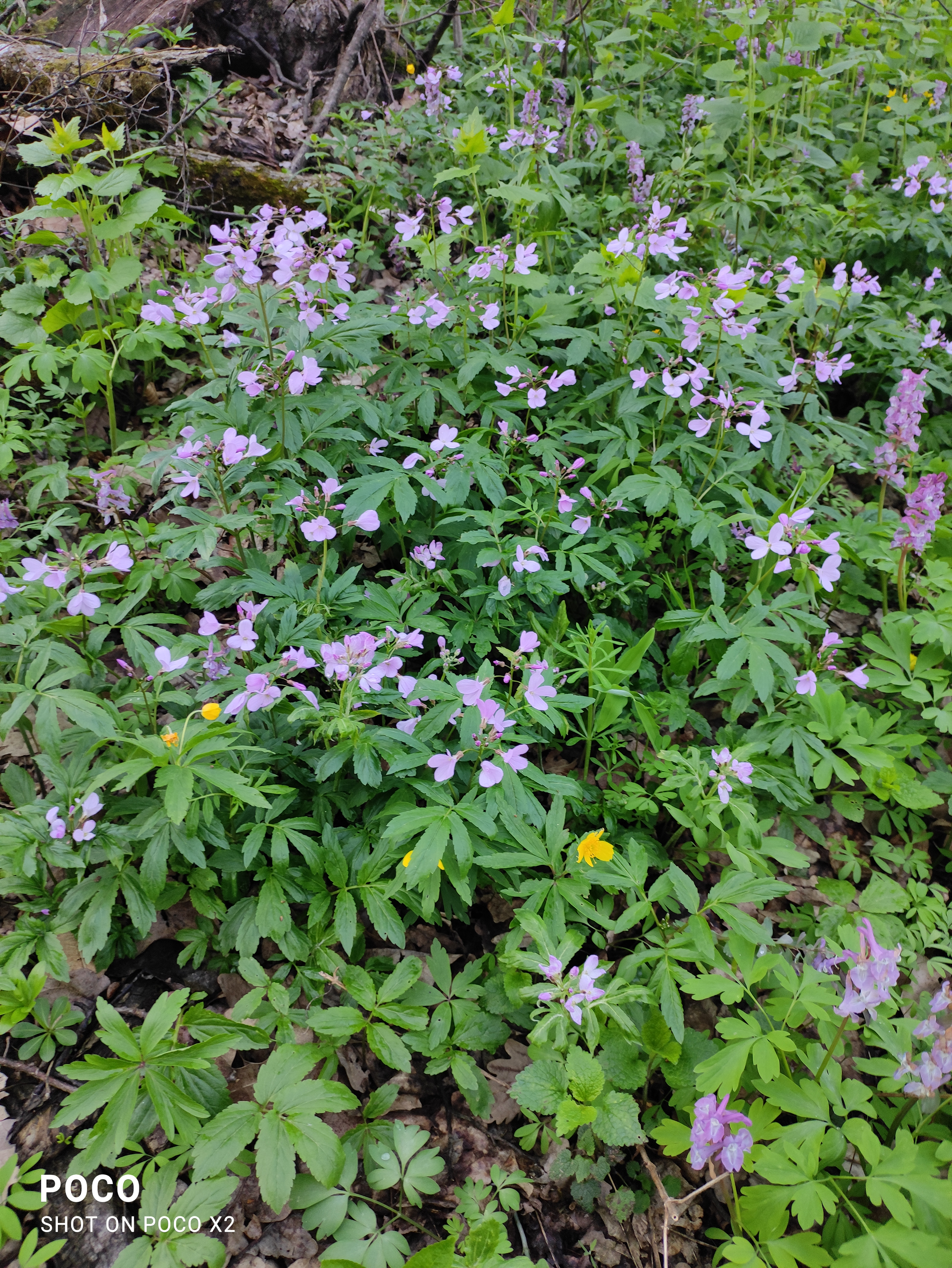
Зубниця бульбиста у заказнику
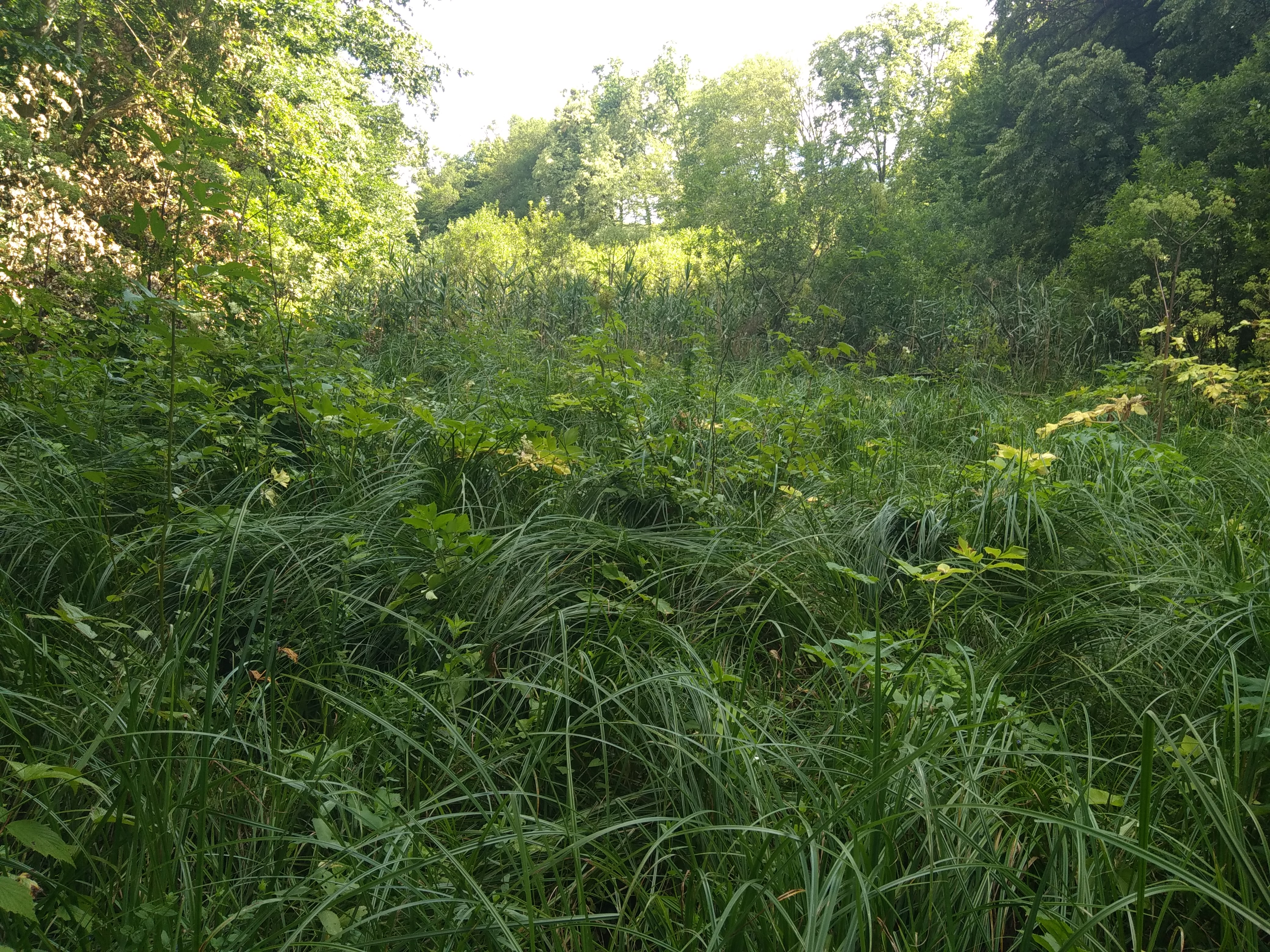
Заказник влітку
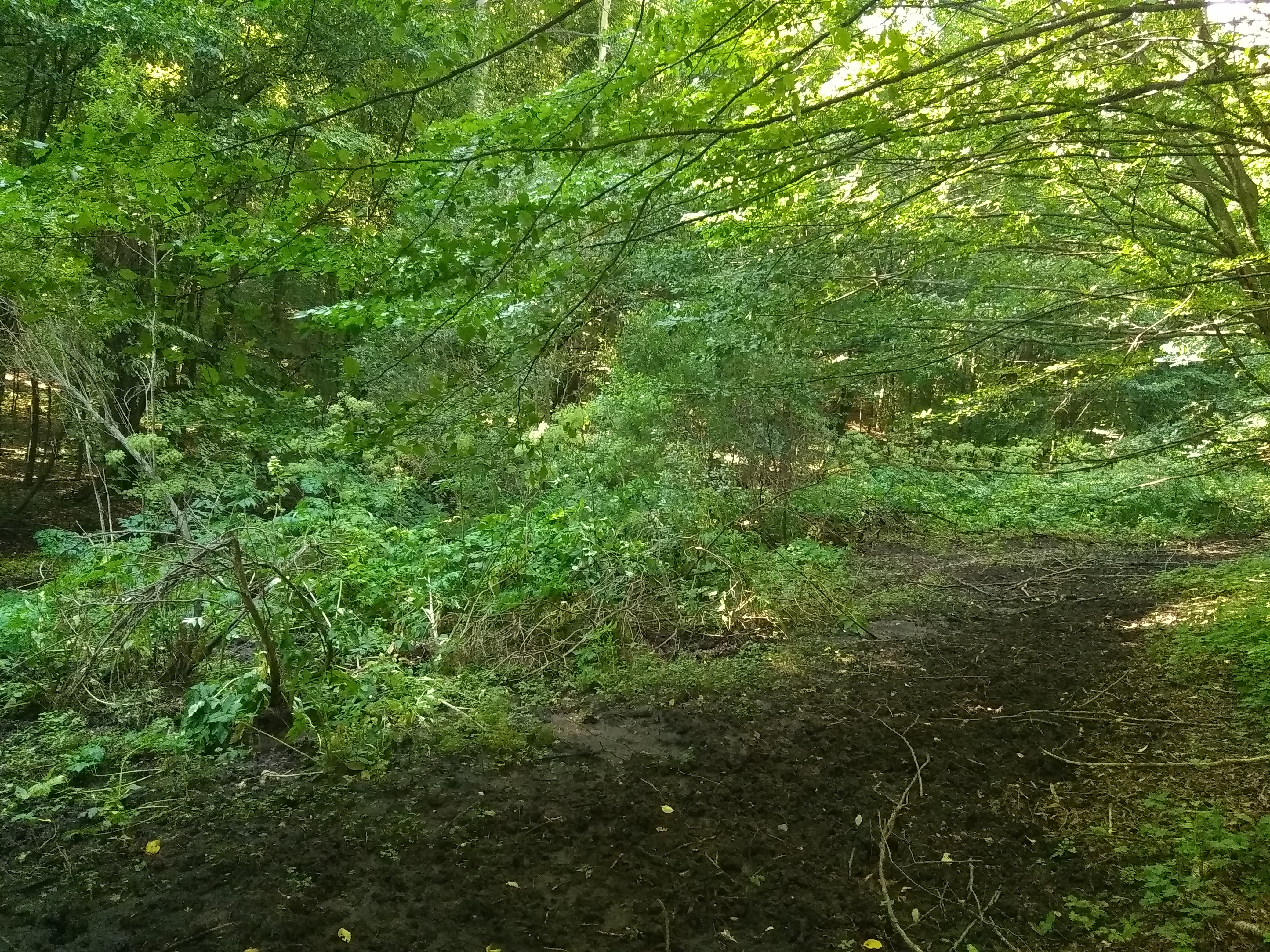
Заказник влітку
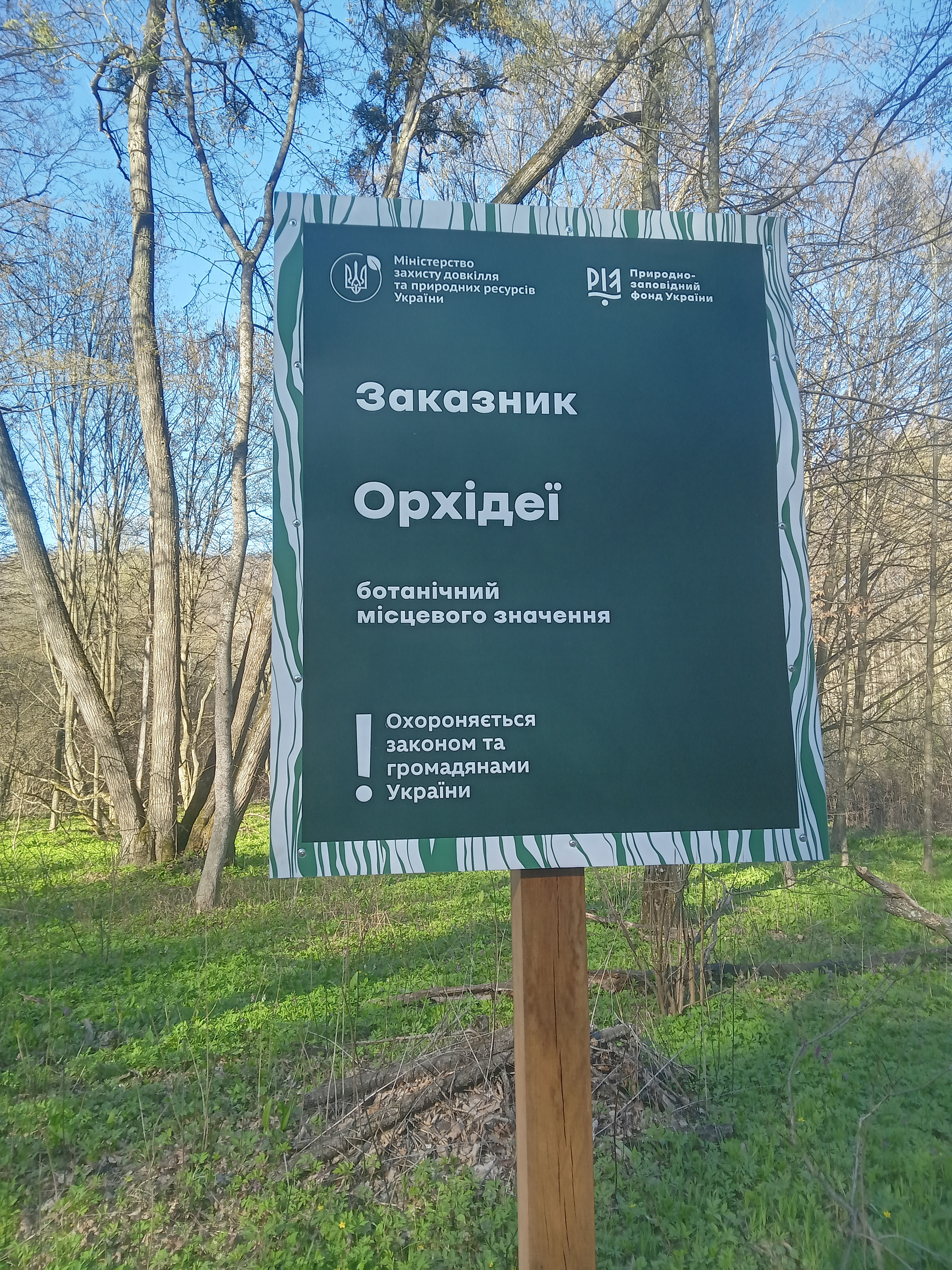
Інформаційна табличка. 2025 рік